# Agrotis xerophilina
Agrotis xerophilina är en fjärilsart som beskrevs av Köhler 1979. Agrotis xerophilina ingår i släktet Agrotis och familjen nattflyn. Inga underarter finns listade i Catalogue of Life.